# Oieregi
Oieregi est un village situé dans la commune de Bertizarana dans la Communauté forale de Navarre, en Espagne. Il est doté du statut de concejo.
Oieregi est situé dans la zone linguistique bascophone de Navarre. En 2011, 72.6% de la population de Bertizarana ayant 16 ans et plus avait le basque comme langue maternelle.